# مون هیانگ-جا
مون هیانگ-جا (انگلیسی: Moon Hyang-ja؛ زادهٔ ۵ مهٔ ۱۹۷۲) بازیکن هندبال اهل کره جنوبی است.
وی همچنین برندهٔ جوایزی همچون مدال طلا و مدال نقره شده‌است.